# Henri-Georges Clouzot
Pour les articles homonymes, voir Clouzot.
Henri-Georges Clouzot est un scénariste, dialoguiste, réalisateur et producteur de cinéma français, né le 20 novembre 1907 à Niort (Deux-Sèvres) et mort le 12 janvier 1977 dans le 17e arrondissement de Paris.
Il est surtout connu pour son travail dans le genre du film noir, après avoir tourné Le Salaire de la peur et Les Diaboliques, placés par la critique au nombre des plus grands films des années 1950. Il réalise également des documentaires, dont Le Mystère Picasso, déclaré trésor national par le gouvernement français.
Henri-Georges Clouzot est l'un des quatre cinéastes, avec Michelangelo Antonioni, Robert Altman et Jafar Panahi, à avoir remporté les trois récompenses suprêmes des principaux festivals européens, à savoir le Lion d'or (à Venise), la Palme d'or (à Cannes) et l'Ours d'or (à Berlin), bien que ces deux dernières récompenses aient été attribuées à un seul et même film (en l'occurrence Le Salaire de la peur), ce qui n'est plus possible aujourd'hui.

## Biographie

### Famille
Henri-Georges Clouzot naît le 20 novembre 1907, à Niort où son père Georges a repris la librairie paternelle. Après la faillite de la librairie, la famille s'installe en 1922 à Brest où son père devient commissaire-priseur. Ses parents se séparent.
Son oncle Henri (1865-1941) est conservateur de la bibliothèque Forney puis du musée Galliera à Paris. Historien du Poitou, il écrit aussi de nombreux livres sur l'art et notamment sur l'art africain (L'Art du Congo belge 1921). Il a une fille, Marianne Clouzot (1908-2007), qui deviendra peintre et illustratrice, notamment de livres pour enfants (dans la Bibliothèque Rose notamment).
Son autre oncle, Étienne Clouzot (1881-1944), diplômé de l'École nationale des chartes est un archiviste-paléographe français. Son épouse Jeanne Clouzot-Régnier (1882-1965) a été la première critique de cinéma professionnelle en Suisse, au Journal de Genève de 1924 à 1964. Leur fille Marie-Rose Clouzot (1906-1996) est pianiste, compositrice et enseignante, elle épousera le petit-neveu du peintre impressionniste Camille Pissarro : Jean Pissarro (1897-1986).
Son frère, Marcel Clouzot (1915-2016), était un libraire ancien réputé et auteur du Guide du bibliophile français qui recense notamment les éditions originales du XIXe siècle. Il était écrivain et peintre.

### Carrière
Adolescent, il ambitionnait de devenir marin, comme son grand-père maternel, mais une myopie de l'œil gauche lui ferme les portes de l'École navale. Après une année en classe de mathématiques spéciales au lycée Sainte-Barbe, il entre à l'École libre des sciences politiques. Il devient l'assistant du député Louis Marin, puis entre à la rédaction des journaux Paris-Midi et Paris-Soir sur les recommandations de son ami Pierre Lazareff. Passionné par la chanson, il soumet ses textes à René Dorin, interprète et parolier de Maurice Chevalier entre autres, qui l'engage comme secrétaire pour deux ans. Auprès de Dorin, Clouzot fait la rencontre d'autres chansonniers : Pierre Varenne, Saint-Granier, Mauricet.

#### Cinéaste
Henri-Georges Clouzot s'associe à Henri Decoin pour un premier essai de scénario destiné à Mauricet ; le producteur Adolphe Osso refuse finalement le projet mais engage Clouzot et l'envoie aux studios de la Babelsberg, à Berlin, où il devient l'assistant d'Anatole Litvak et supervise les versions françaises d'opérettes allemandes, puis écrit des scénarios pour Jacques de Baroncelli, Carmine Gallone ou Victor Tourjanski.
Clouzot enchaîne avec deux adaptations : Les Inconnus dans la maison d'Henri Decoin avec Raimu, d'après le roman éponyme de Georges Simenon et Le Dernier des six de Georges Lacombe avec Pierre Fresnay et Suzy Delair, sa compagne, d'après Stanislas-André Steeman (qu'il adaptera deux fois encore pour L'assassin habite au 21 et Quai des Orfèvres).

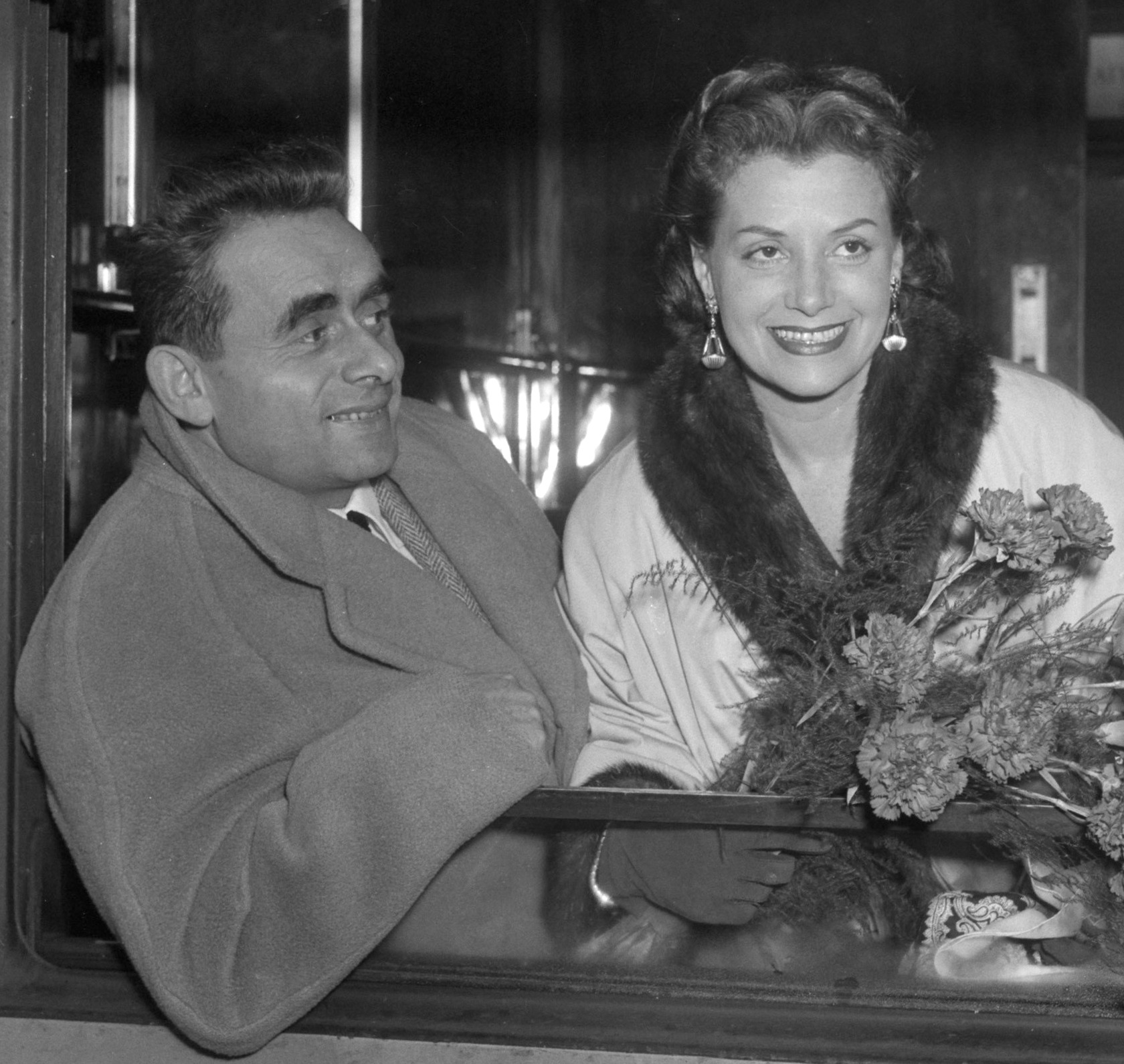
Henri-Georges Clouzot et son épouse Véra Clouzot, en novembre 1953 à la gare centrale de La Haye (Pays-Bas).

Clouzot écrit quatre pièces entre 1940 et 1943. Il débute réellement dans la mise en scène en 1942 — bénéficiant de l'exil aux États-Unis des grands réalisateurs comme Jean Renoir, Julien Duvivier, René Clair — avec L'assassin habite au 21 et reforme le couple Pierre Fresnay-Suzy Delair.

#### Le Corbeau
Clouzot réalise ensuite, en pleine occupation allemande, un film, produit par la Continental Films financée par l'occupant allemand, sur un expéditeur de lettres anonymes Le Corbeau (1943), qui donne lieu à de vives polémiques dans une France qui souffre alors de la délation. Le scénario est de Louis Chavance d'après un fait divers qui s'était passé à Tulle dans les années 1920. Une campagne communiste est lancée contre Clouzot, comparant son film à Mein Kampf, l'accusant d'offrir une image négative de la France, alors que dans le même temps son film est condamné par les conservateurs et la Centrale catholique pour immoralité, tandis que Joseph Goebbels le fait diffuser à l'étranger. À la Libération, contrairement à la plupart des autres employés de la Continental Films, une entreprise créée par Goebbels, Clouzot échappe à la prison, mais se voit frappé d'une suspension professionnelle à vie. Henri Jeanson écrit alors à un détracteur de Clouzot : « Mon cher, tu sais bien que Clouzot n'a pas plus été collabo que toi tu n'as été résistant ».
En 1948, le film est interdit au Canada, puis accepté à la suite de plusieurs coupures.

#### Retour en grâce
Grâce à l'intervention de personnalités comme Pierre Bost, Jacques Becker ou encore Henri Jeanson qui signe un texte corrosif « Cocos contre corbeau », Clouzot revient à la réalisation et remporte plusieurs récompenses aux festivals de Venise, de Berlin et de Cannes avec Quai des Orfèvres en 1947 (où il offre pour la dernière fois un rôle à Suzy Delair), Miquette et sa mère en 1949, tous les deux avec Louis Jouvet, Manon (1949) (d'après Manon Lescaut de l'abbé Prévost), Le Salaire de la peur avec Yves Montand et Charles Vanel en 1952, films ayant tous bénéficié d'une large audience. Ces films lui vaudront plus tard le surnom d'« Hitchcock français ».
Ses trois premiers films trahissent l'influence du cinéma expressionniste, et surtout de Fritz Lang. Il est animé par une sorte de perfectionnisme, qui le conduit parfois à tyranniser ses acteurs. Moraliste jetant un regard souvent pessimiste sur la société, il est le réalisateur de plusieurs autres films célèbres dont Les Diaboliques (1954), film policier haut en suspense, mettant en scène un couple ambivalent et ambigu interprété par Simone Signoret et Véra Clouzot, soupçonnées du meurtre du mari de cette dernière (Paul Meurisse) par un commissaire à la logique implacable (Charles Vanel) ; Le Mystère Picasso (1956), un grand documentaire sur la méthode du peintre et sur la naissance de quelques-uns de ses tableaux ; et La Vérité (1960) avec Brigitte Bardot.

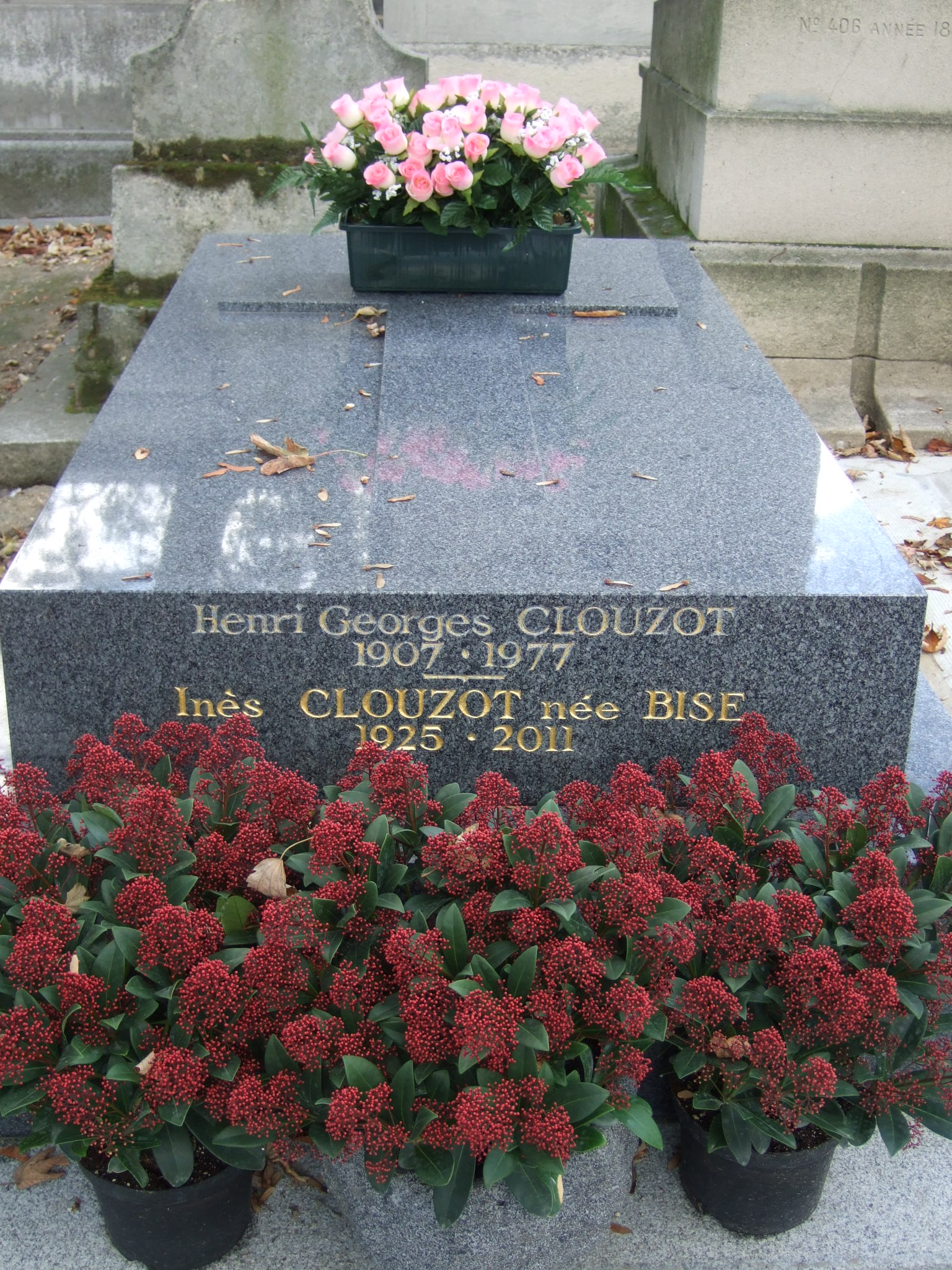
Tombe de Véra, Henri-Georges et Inès Clouzot au cimetière de Montmartre, à Paris.

#### Déclin
À la suite de la mort de sa femme Véra en 1960, Clouzot connaît une période de dépression durant laquelle il se retire à Tahiti. À son retour, il écrit l'ambitieux projet de L'Enfer qui doit, selon lui, révolutionner le cinéma. Il propose à Romy Schneider et Serge Reggiani d'en jouer les premiers rôles. Mais, en 1964, malgré un budget illimité de la part de la Columbia, le tournage se passe très mal, Clouzot, très fatigué, fait un infarctus; le tournage est interrompu et le film va rester inachevé.
Après La Prisonnière (1968), aucune compagnie d'assurances n'accepte de garantir le risque d'un nouveau problème de santé du réalisateur ; Henri-Georges Clouzot n'arrive plus ensuite à concrétiser le moindre projet.
Il meurt le 12 janvier 1977. Il est enterré à Paris, au cimetière de Montmartre, au côté de sa première épouse Véra ; sa deuxième épouse, Inès Clouzot, les y rejoint en février 2011.
Dans les années 1990, Claude Chabrol reprend le scénario de L'Enfer, que Clouzot n'avait pu achever trente ans plus tôt, et parvient à sortir sa propre version de L'Enfer en 1994, avec François Cluzet et Emmanuelle Béart dans les rôles principaux. En 2009, Serge Bromberg réalise le documentaire L'Enfer d'Henri-Georges Clouzot : on peut y voir pour la première fois de nombreux extraits réalisés lors du tournage de 1964.

## Filmographie

### Réalisateur
- 1931 : La Terreur des Batignolles (court-métrage)
- 1942 : L'assassin habite au 21
- 1943 : Le Corbeau
- 1947 : Quai des Orfèvres (également dialoguiste)
- 1949 : Manon
- 1949 : Retour à la vie (segment Le Retour de Jean)
- 1950 : Brasil (court métrage)[10]
- 1950 : Le Voyage en Brésil (inachevé)
- 1950 : Miquette et sa mère
- 1953 : Le Salaire de la peur (également dialoguiste et producteur)
- 1955 : Les Diaboliques (également producteur)
- 1956 : Le Mystère Picasso (également producteur)
- 1957 : Les Espions (également producteur)
- 1960 : La Vérité
- 1964 : L'Enfer (inachevé)
- 1967 : Grands chefs d'orchestre (Messa da Requiem von Giuseppe Verdi)
- 1968 : La Prisonnière

### Superviseur des versions françaises
- 1933 :
  - Tout pour l'amour de Joe May.
  - Caprice de princesse de Karl Hartl.
  - Château de rêve de Géza von Bolváry.

### Scénariste ou dialoguiste
- 1931 :
  - Je serai seule après minuit de Jacques de Baroncelli.
  - Ma cousine de Varsovie de Carmine Gallone.
  - Un soir de rafle de Carmine Gallone.
  - Le Chanteur inconnu de Victor Tourjanski.
- 1932 :
  - Niebla de Benito Perojo.
  - Le Dernier Choc de Jacques de Baroncelli.
  - Faut-il les marier ? de Pierre Billon et Carl Lamac.
  - Le Roi des palaces de Carmine Gallone.
  - La Chanson d'une nuit de Pierre Colombier et Anatole Litvak.
- 1933 :
  - Château de rêve de Géza von Bolváry.
  - Caprice de princesse.
  - Tout pour l'amour.
- 1938 :
  - Éducation de prince d'Alexander Esway.
  - Le Révolté de Léon Mathot.
- 1939 : Le monde tremblera de Richard Pottier.
- 1941 :
  - Le Duel de Pierre Fresnay.
  - Le Dernier des six de Georges Lacombe.
- 1942 :
  - Les Inconnus dans la maison d'Henri Decoin.
  - L'assassin habite au 21.
- 1943 : Le Corbeau.
- 1947 : Quai des Orfèvres.
- 1949 : Manon.
- 1950 :
  - Brasil (court-métrage).
  - Miquette et sa mère.
- 1953 : Le Salaire de la peur.
- 1955 : Les Diaboliques.
- 1956 : Si tous les gars du monde de Christian-Jaque.
- 1957 : Les Espions.
- 1960 : La Vérité.
- 1964 : L'Enfer (inachevé).
- 1968 : La Prisonnière.
- 1994 : L'Enfer de Claude Chabrol, sur son scénario de 1964.
- 1996 : Diabolique de Jeremiah S. Chechik, remake de Les Diaboliques.

### Documentaires musicaux
De 1965 à 1967, Clouzot filma Herbert von Karajan faisant répéter et/ou dirigeant en concert cinq œuvres :
- Mozart : Concerto pour violon n° 5 en la majeur, KV. 219, dit "Turc" - Orchestre symphonique de Vienne
- Beethoven : Symphonie n°5 en ut mineur, op. 67, dite "Symphonie du destin" - Orchestre philharmonique de Berlin
- Schumann : Symphonie n°4 en ré mineur, op. 120 - Orchestre symphonique de Vienne
- Dvorak : Symphonie n° 9 en mi mineur, B. 178 (op.95), dite "Du Nouveau Monde" - Orchestre philharmonique de Berlin
- Verdi : Messa da requiem - Orchestre et Chœur du théâtre de La Scala de Milan, 1967.

### Chanson
En collaboration avec le chansonnier suisse Jean Villard dit Gilles fameux pour des titres comme Dollar, Les trois cloches , Henri Georges Clouzot a "commis" une parodie très  décalée du martyre de Sainte Blandine intitulée "la vierge Eponine", livrée aux lions (la langue utilisée est l'argot parisien des années 50 et l'ambiance est celle d'un rassemblement populaire comme un match de catch, ou des 6 jours au Vel'd'Hiv') . Ce fut un grand succès des Frères Jacques

## Théâtre
- 1941 : Comédie en trois actes d'Henri-Georges Clouzot, Théâtre de la Michodière.
- 1942 : Comédie en trois actes d'Henri-Georges Clouzot, Théâtre de l'Athénée.

## Récompenses
- Mostra de Venise 1947 : Prix du meilleur réalisateur pour Quai des Orfèvres
- Mostra de Venise 1949 : Lion d'or pour Manon
- Prix Méliès (meilleur film français du Syndicat de la critique de cinéma) 1949 pour Manon
- Berlinale 1953 : Ours d'or pour Le Salaire de la peur
- Festival de Cannes 1953 : Grand prix (équivalent de la Palme d'or à l'époque) pour Le Salaire de la peur
- Prix Méliès (meilleur film français du Syndicat de la critique de cinéma) 1954 pour Le Salaire de la peur
- Prix Louis-Delluc 1954 pour Les Diaboliques
- Baftas 1955 : Bafta du meilleur film pour Le Salaire de la peur
- Blue Ribbon Awards 1955 : Meilleur film étranger pour Le Salaire de la peur
- Prix Edgar-Allan-Poe 1956 : Meilleur film étranger pour Les Diaboliques
- Festival de Cannes 1956 : Prix du Jury pour Le Mystère Picasso
- Festival international du film de Saint-Sébastien 1956 : Prix du meilleur scénario du film étranger pour Si tous les gars du monde de Christian-Jaque
- Grand prix du cinéma français 1960 pour La Vérité
- Festival international du film de Mar del Plata 1961 : Prix du meilleur réalisateur pour La Vérité